# Mind's Eye
"Mind's Eye" is de eerste single van het debuutalbum van de Australische hardrockband Wolfmother. Ook staat op deze single een bewerkte versie van het nummer "Woman", dat ook op de Wolfmother-ep (2004) stond.
De video werd gefilmd in de Devil's Punchbowl in Los Angeles, Californië in 2005. Wolfmother speelt in de clip het nummer "Mind's Eye" terwijl een man liggend op een bank naar hun luistert. Tussendoor komen beelden van de band terwijl ze in woestijnachtige gebieden lopen. De video was geïnspireerd door de film Pink Floyd: Live at Pompeii die redelijk op de video lijkt. Andrew Stockdale, frontman van Wolfmother, citeert vaker zijn liefde voor Pink Floyds muziek en hun progressieve rock-invloed op de band.
"Mind's Eye" was genomineerd voor Beste Rock Video en Spankin' New Aussie Artist op de MTV Australia Video Music Awards 2006.

## Track listing
1. "Mind's Eye" - 4:55
2. "Woman" - 2:57
3. "The Earth's Rotation Around the Sun" - 2:46